# 夜礼斌
夜礼斌（1957年—），云南永仁人，彝族，中华人民共和国政治人物、第十二届全国人民代表大会云南地区代表。
毕业于昆明理工大学经济管理专业。1978年11月，加入中国共产党。2013年，担任全国人大代表。2013年3月任云南省长助理。2014年5月，经中国国家烟草专卖局党组研究决定，夜礼斌任云南中烟工业有限责任公司董事长、中共云南中烟工业有限责任公司党组副书记。
2022年11月24日，因涉嫌严重违纪违法，主动投案，目前正接受中央纪委国家监委驻工业和信息化部纪检监察组纪律审查和云南省监察委员会监察调查。